# Rick Malambri
Rick Malambri (7 de noviembre de 1982) es un actor y modelo estadounidense, conocido por su papel principal en la película juvenil Step Up 3D de 2010.

## Biografía
Malambri nació el 7 de noviembre de 1982 en Florida, sus padres son Jeannie Marie y Timothy Michael Malambri. Comenzó su carrera como modelo, después de haber sido presentado en los anuncios de Abercrombie & Fitch en 2004.

## Carrera
En 2004 se trasladó a Nueva York para comenzar su carrera como modelo y bailarín. Comenzó su carrera como actor con pequeños papeles en series de televisión como How I Met Your Mother (2007), Criminal Minds (2009) y Party Down (2009)., y se pasó al cine en 2010. A pesar de su incipiente carrera, Rick ha sido selectivo con los papeles que ha aceptado, señalando que él se esfuerza por escoger papeles que no le encasillen.
Otros proyectos de Malambri son el drama We Are Champions (2010), del guionista y director de cine Mark Cross; la cinta de terror 10.000 Doors (2010); y la comedia romántica A Holiday Heist (2011), con el personaje principal, llamado Duncan, que junto a un grupo de estudiantes universitarios trabajarán durante las Navidades en una galería especial de bellas artes de la universidad.

## Filmografía
- No Memories About You (2015) - Nicolas Perron
- The Lying Game (2011) - Eduardo Diaz
- A Holiday Heist (2011) - Duncan
- We Are Champions (2010) - Kevin McDonald
- 10,000 Doors (2010) - Steven Talbert
- Step Up 3D (2010) - Luke
- Britney Spears If U Seek Amy (2009) - Esposo de Britney
- Surrogates (2009) - Clerk
- Party Down (20 ep, 2009) - Bran
- Criminal Minds (1 ep, 2009) - Dan Keller
- Universal Soldiers (2007) - Teniente Ash
- How I Met Your Mother (1 ep, 2007) - Floppy Haired Guy